# 7401-es mellékút (Magyarország)
A 7401-es számú mellékút egy csaknem 27 kilométer hosszú, négy számjegyű mellékút Zala vármegyében. A megyeszékhely Zalaegerszeget kapcsolja össze a Keszthely és Lenti térsége között húzódó 75-ös főúttal.

## Nyomvonala
Zalaegerszeg központjában, a Csány László tértől indul, az ott álló evangélikus templom elől. Ugyaninnen indul kelet felé a 74 801-es számozást viselő kis útszakasz a városi vasútállomás északi részének térségéig, illetve dél felől betorkollva itt ér véget a 7410-es út, 11,5 kilométer után. Nyugati irányban halad a kezdeti szakaszán Göcseji út néven. Bő 800 métert követően, a városi köztemetőt elhagyva, változatlan néven délnyugati irányba fordul, majd 1,6 kilométer után egy elágazáshoz ér. A Göcseji út nevet innentől, nagyjából a délnyugati irányt követve az itt induló 7403-as út viszi tovább, a 7401-es pedig teljesen délnek fordul és a folytatásban az Alsóerdei út nevet viseli. 3,3 kilométer után hagyja el a város belterületét.
Az 5. kilométere előtt Vakaroshegy és Gálfapuszta külterületi városrészek mellett, illetve azok közelében halad el, majd 6,7 kilométer után Bocfölde területére ér, ahol fokozatosan nyugatabbra fordul. A több kilométerre keletre fekvő település lakott területeit egyébként nem közelíti meg, sőt leágazás sem vezet oda erről az útról. 8,5 kilométer után elhalad Zalaegerszeg, Bocfölde és Nagylengyel hármashatára mellett, itt egy szakaszon ismét egerszegi területen húzódik. 9,7 kilométer előtt lép csak át nagylengyeli területre, itt délnek fordulva, elhaladva a vármegyeszékhely, Nagylengyel és Babosdöbréte hármashatára mellett; pár méterrel előtte visszatorkollik bele a 7403-as út, bő 6,2 kilométer megtétele után.
Nem sokkal a 11. kilométerének teljesítését követően átlépi Gellénháza határát és itt egyből belterületre ér, a Széchenyi utca nevet felvéve. 12. kilométeréig halad déli irányban Gellénháza főutcájaként, ott egy elágazásba ér: dél felé onnantól a 7402-es számot viseli az út további szakasza – ez a számozás a 75-ös főúttól, Zalatárnokról indul északi irányba és itt ér véget 8,2 kilométer után –, a 7401-es pedig nyugatnak fordul, majd alig 400 méter után teljesen belép Nagylengyelre, ipari területek közt húzódva.
13,5 kilométer után elhalad egy olajipari emlékhely mellett, közben északabbi irányt vesz, majd a 11+850-es kilométerszelvényénél két út is kiágazik belőle: dél felé a 74 119-es, ami Ormándlakra vezet és ott ér véget 1,9 kilométer után, kelet felé pedig egy önkormányzati út a Gellénháza északi részén fekvő ipari üzemek felé. [Ormándlakot más országos közút nem érinti, de nem tekinthető zsákfalunak, mert változó minőségű, külterületi utakon megközelíthető Gellénháza, Lickóvadamos és Petrikeresztúr irányából is.] Rögtön ezután az út eléri Nagylengyel Kaptafalu nevű településrészének házait, nagyjából 14,5 kilométerig ott halad, északi irányban, majd beér Nagylengyel központjába, ott nyugatnak fordul, és kicsivel a 14+700-as kilométerszelvénye előtt kiágazik belőle észak felé, Teskánd irányába a 7407-es út.
15. kilométerénél keresztezi az út a Nagylengyeli-patakot, majd kicsivel ezután délnyugati irányba fordul, 16+550-es kilométerszelvényénél pedig eléri Ormándlak közigazgatási határát. Egy darabig Nagylengyel és Ormándlak határvonalán húzódik, közben 16,6 kilométer után kevéssel egy jelöletlen elágazásban kiágazik belőle egy alsóbbrendű út dél felé, Ormándlak központja irányába, 16,9 kilométer után pedig eléri Nagylengyel, Ormándlak és Pálfiszeg hármashatárát. Ettől kezdve e két utóbbi település határvonalát kíséri, közben lassan egészen délnek fordul. 17,5 kilométer után teljesen Pálfiszeg területére ér, de ez nem tart sokáig: a 17+850-es kilométerszelvényétől már Gombosszeg területén húzódik. A 17+950-es kilométerszelvényénél kiágazik belőle a 7414-es út, ami ez utóbbi település központjába, majd onnan tovább Becsvölgyéig vezet.
Gombosszeg lakott területeit az út nem érinti és a 19. kilométerénél már Petrikeresztúr területén húzódik. 19,3 kilométer után éri el a falu házait, ott a Kossuth Lajos utca nevet veszi fel, 21. kilométere táján pedig kilép a belterületről. 21,5 kilométer után ismét keresztezi a Nagylengyeli-patak folyását, 22,6 kilométer után pedig Barlahida területére lép. A 23+200-as kilométerszelvénye táján kiágazik belőle nyugat felé a 74 123-as út, ez Barlahida központjába vezet és ott ér véget 1,3 után. [Barlahida zsáktelepülésnek tekinthető, közúton más útvonalon nem érhető el.]
25,3 kilométer után az út Nova területére lép, és ott ér véget, Zágorhida településrészen, beletorkollva a 75-ös főútba, kevéssel annak 48+500-as kilométerszelvénye előtt.
Teljes hossza, az országos közutak térképes nyilvántartását szolgáló kira.gov.hu adatbázisa szerint 26,679 kilométer.

## Települések az út mentén
- Zalaegerszeg
- Bocfölde
- (Babosdöbréte)
- Gellénháza
- Nagylengyel
- (Ormándlak)
- Pálfiszeg
- (Gombosszeg)
- Petrikeresztúr
- (Barlahida)
- Nova

## Története
Annyi biztos, hogy Zala vármegye központi része és Csáktornya között már a magyar középkor korai szakaszában jelentős útvonal húzódott, több kutató egyetért abban is, hogy ez az út Nován is keresztülhaladt, de az vitatott, hogy onnan Zalaegerszeg irányába, vagy attól nyugatabbra, Salomvár felé húzódott-e.

## Hídjai
Egyetlen jelentős hídja Zágorhidánál a Cserta-patakot hidalja át, a 21+473-as kilométerszelvényénél. A híd 1961-ben épült, fordított T tartós szerkezettel, teljes szerkezeti hossza 8,0 méter, egyetlen nyílásának szélessége 7,0 méter.